# Just a Little More Love
Just A Little More Love (en español: Solo un poco más de amor) es el álbum debut de David Guetta, lanzado el 10 de junio de 2002 por Virgin Records en Francia. El sencillo homónimo fue grabado por Guetta y el vocalista Chris Willis en 30 minutos. Fue remezlcado por Wally López y fue destacado en Ministry of Sound: Clubbers Guide 2004 y en el soundtrack de la película The Football Factory.
En 2006, se lanzó una nueva versión de Love Don't Let Me Go, realizado junto con la banda inglesa The Egg.
Just a Little More Love vendió 300.000 ejemplares en el mundo, principalmente en Europa. El álbum fue coproducido por Joachim Garraud y la mayor parte de los sencillos son cantados por el estadounidense Chris Willis.
El álbum fue certificado con el disco de oro en Francia por la Syndicat National de l'Édition Phonographique.

## Lista de canciones
| Edición estándar |                                                             |          |  |
| N.º              | Título                                                      | Duración |  |
| 1.               | «Just A Little More Love (Elektro edit)» (con Chris Willis) | 3:20     |  |
| 2.               | «Love Don't Let Me Go (Original edit)» (con Chris Willis)   | 3:36     |  |
| 3.               | «Give Me Something (Vocal edit)» (con Barbara Tucker)       | 5:44     |  |
| 4.               | «You (Remix edit)» (con Chris Willis)                       | 3:23     |  |
| 5.               | «Can't U Feel the Change» (con Chris Willis)                | 4:53     |  |
| 6.               | «It's Alright (Preaching Paris)» (con Barbara Tucker)       | 3:49     |  |
| 7.               | «People Come, People Go» (con Chris Willis)                 | 3:19     |  |
| 8.               | «Sexy 17» (con Juan Rozoff)                                 | 3:27     |  |
| 9.               | «Atomic Food» (con Chris Willis)                            | 3:09     |  |
| 10.              | «133»                                                       | 3:41     |  |
| 11.              | «Distortion» (con Chris Willis)                             | 3:11     |  |
| 12.              | «You are the Music» (feat. Chris Willis)                    | 5:58     |  |
| 13.              | «Lately»                                                    | 1:40     |  |
| 49:06            |                                                             |          |  |

## Posicionamiento por país
| País              | Mejor posición |
| ----------------- | -------------- |
| Francia           | 6              |
| Suiza             | 17             |
| Bélgica (Valonia) | 43             |

| País    | Organismo certificador | Certificación | Ventas |
| ------- | ---------------------- | ------------- | ------ |
| Francia | SNEP                   | Disco de Oro  | 50.000 |